# Laguna Chiquixchoy
A  Laguna Chiquixchoy  é um lago localizado na Guatemala. Localiza-se no departamento de Chimaltenango, Município de Tecpán Guatemala.